# Савчук, Сергей Аркадьевич
Сергей Аркадьевич Савчук (14 ноября 1966 — 19 мая 2018) — полковник ФСБ, сотрудник Управления «А» ЦСН ФСБ Российской Федерации, первый заместитель начальника управления.

## Биография
Сергей Аркадьевич Савчук родился 14 ноября 1966 года в селе Забара Шумского района Тернопольской области (нынешняя Украина) в семье рабочих. Окончил среднюю школу, был призван на срочную службу в 1984 году, проходил её в Западном пограничном округе. В 1986 году поступил в Высшее пограничное командное училище Комитета Госбезопасности СССР в Москве, окончил его в 1990 году и был отобран для службы в подразделениях спецназа КГБ СССР.
С 1990 года Савчук начал свою службу в группе «А» 7-го управления КГБ СССР (позже в Управлении «А» Центра специального назначения Федеральной службы безопасности Российской Федерации), пройдя путь от разведчика 4-го отделения до поста первого заместителя начальника управления. Прослужил 28 лет, имел звание полковника. Участвовал в вооружённых конфликтах в Чечне и Дагестане. Во время попытки освобождения заложников в Будённовске был ранен в грудь и чудом выжил. По воспоминаниям полковника Юрия Дёмина, это произошло при следующих обстоятельствах: в районе хозблока его группа была закидана гранатами террористов Басаева, и он отправил двоих на разведку. Его бойцы, Сергей Милицкий и Александр Христофоров, попали под плотный автоматный огонь и чудом не погибли. Савчук оставался в составе группы с Дёминым и решил посмотреть, что происходит: тут же он получил пулемётную очередь в грудь, которая разрушила бронежилет, однако Савчук выжил.
21 июня 2011 года в районе села Кузнецовское Кизлярского района Дагестана скрывалась группа исламских боевиков из Кизлярской диверсионно-террористической группировки. С наступлением темноты сотрудники отдела Савчука начали поиск террористов из этой группы и обнаружили тропу на заболоченном участке, которая вела их к схрону боевиков. Группа наткнулась на боевое охранение, которое вступило в бой с «альфовцами». В ходе боя погибли майор Игорь Панин и капитан Роман Лашин, а Савчук получил тяжёлое ранение в область сердца, но снова выжил. В том бою погибли ещё три военнослужащих; также было убито пять боевиков. Уже находясь в больнице, Савчук очень беспокоился о том, что не смог посетить похороны погибших сослуживцев.
Несмотря на свои тяжёлые ранения, Савчук быстро возвращался в строй. В должности первого заместителя начальника Управления «А» Сергей Аркадьевич занимался воспитанием и обучением личного состава группы, подготовив ряд специалистов. Также участвовал в обновлении музея Управления «А» ЦСН ФСБ России. В 2009 году фотографии Сергея Савчука и Юрия Данилина появились на обложке книги Михаила Болтунова «Золотые звёзды „Альфы“».
Супруга — Евгения Владимировна. Дочь — Виктория.
Скоропостижно скончался 19 мая 2018 года от внезапной остановки сердца. На прощании в Ритуальном зале ФСБ на Пехотной улице присутствовал личный состав многих спецподразделений ФСБ РФ. Похоронен на Николо-Архангельском кладбище.

## Награды
Отмечен при жизни следующими наградами:
- Орден Александра Невского
- Орден Мужества
- Орден «За военные заслуги»
- Медаль Суворова
- Медаль «За отвагу»
- другие медали